# Académie d'espéranto
Pour les articles homonymes, voir AdE.
L'Académie d'espéranto (en espéranto : Akademio de Esperanto ou AdE) est une institution linguistique indépendante dont le rôle est de veiller et de conserver les principes fondamentaux de l'espéranto ainsi que de contrôler son évolution (de la même façon que les Académies de certaines langues nationales comme l'Académie française ou l'Académie royale espagnole).

## Histoire

### Première période: de 1905 à 1948

#### Création du comité linguistique
En 1905, lors du premier congrès universel de Boulogne-sur-Mer, Louis-Lazare Zamenhof propose une organisation du mouvement espérantiste : un comité central (Centra Komitato) composé de 25 personnes, avec des diverses comités tels que le comité de la langue (Komitato de la Lingvo) composé de 15 personnes et un comité des examinateurs (Komitato de Ekzamenistoj), composé de 25 membres. Louis de Beaufront et Théophile Cart influencent les discussions pour mener à la création d’un « comité simplement linguistique avec le Dr Zamenhof en tant que président, pour le consulter sur chacune des questions concernant la langue ». Zamenhof, ne souhaitant pas concentrer les pouvoirs sur sa personne, propose que le comité soit composé des rédacteurs des plus importants journaux espérantistes, les présidents des groupes les plus importants et les espérantistes les plus connus. Ainsi, lors de sa création, le comité linguistique (Lingva Komitato) compte 102 membres provenant de 26 pays différents. Émile Boirac est élu président du comité.

#### Académie
L'Académie d'espéranto fut fondée en 1905 lors du premier Congrès mondial d'espéranto, sur la proposition de Zamenhof, sous le nom de Comité Linguistique (Lingva Komitato). Le nom Académie d'espéranto fut d'abord porté par une commission supérieure du Comité linguistique.

### Seconde période: de 1948 à nos jours
En 1948, le Comité linguistique et son Académie se fondirent en un seul corps : l'Académie d'espéranto.

## Sections et commissions

### Sections
L'Académie est composée de sections s'occupant des divers champs linguistiques du travail académique. Leur nombre n'est pas fixe et de nouvelles sections ad hoc peuvent être créées selon les besoins. Chaque section est sous la responsabilité d'un directeur. Tout académicien peut faire partie de plusieurs sections, en fonction de ses centres d'intérêt.
Depuis septembre 2007, existent les sections suivantes :
- Section Langue spécialisée (Faka Lingvo)
- Section Grammaire (Gramatiko)
- Section Dictionnaire général (Ĝenerala Vortaro)
- Cabinet de consultation de l'Académie d'Espéranto (Lingva Konsultejo de la Akademio de Esperanto)
- Section Littérature (Literaturo)
- Section Prononciation (Prononco)
- Section Contrôle des manuels (Kontrolado de lerniloj)

### Commissions
L'Académie dispose également de commissions remplissant diverses tâches non linguistiques. Chaque commission est également sous la responsabilité d'un directeur.
- Commission Histoire de l'Académie d'Espéranto (Historio de la Akademio de Esperanto)
- Commission Noms propres (Homaj nomoj)
- Commission Nouvelle édition de la Fundamento (Nova eldono de la Fundamento)
- Commission Histoire sociale de l’Espéranto (Socia historio de Esperanto)
- Commission Communication (Komunikado)

## Membres
L'Académie compte 45 membres élus pour neuf ans et renouvelés par tiers tous les trois ans. Les membres sortants sont rééligibles.
Les candidats doivent être parrainés par au moins cinq académiciens représentant au moins trois langues nationales différentes.

### Liste des présidents
| Nationalité | Nom                      | Mandat      |
| ----------- | ------------------------ | ----------- |
|             | Émile Boirac             | 1905 - 1917 |
|             | Théophile Cart           | 1920 - 1931 |
|             | John Mabon Warden (eo)   | 1931 - 1933 |
|             | Maurice Rollet de l'Isle | 1933 - 1937 |
|             | J. R. G. Isbrücker (eo)  | 1937 - 1963 |
|             | Gaston Waringhien        | 1963 - 1979 |
|             | William Auld             | 1979 - 1983 |
|             | André Albault            | 1983 - 1995 |
|             | Werner Bormann           | 1995 - 1998 |
|             | Geraldo Mattos           | 1998 - 2007 |
|             | John C. Wells            | 2007 - 2013 |
|             | Christer Kiselman        | 2013 - 2015 |
|             | Probal Dasgupta          | depuis 2016 |

### Liste des membres
| Nationalité | Titre      | Membre                          | Date d'élection | Fonction au sein de l'Académie                                                        |
| ----------- | ---------- | ------------------------------- | --------------- | ------------------------------------------------------------------------------------- |
|             | Docteur    | Javier Alcalde (eo)             | 2019            | Directeur de la commission Histoire sociale de l’Espéranto                            |
|             | Madame     | Tatjana Auderskaja (eo)         | 2019            |                                                                                       |
|             | Docteur    | Marc Bavant (eo)                | 2016            |                                                                                       |
|             | Monsieur   | Gerrit Berveling                | 1989            |                                                                                       |
|             | Monsieur   | Marek Blahuš (eo)               | 2013            |                                                                                       |
|             | Docteur    | Cyril Robert Brosch (eo)        | 2016            | Directeur du Cabinet de consultation de l'Académie                                    |
|             | Professeur | Duncan Charters (eo)            | 2016            |                                                                                       |
|             | Monsieur   | Renato Corsetti                 | 1998            |                                                                                       |
|             | Professeur | Probal Dasgupta                 | 1983            | Président Directeur de la section Prononciation                                       |
|             | Monsieur   | Edmund Grimley Evans (eo)       | 2013            |                                                                                       |
|             | Monsieur   | Tulio Flores (eo)               | 2019            | Directeur de la commission Nouvelle édition de la Fundamento                          |
|             | Professeur | Grant Goodall (eo)              | 2019            |                                                                                       |
|             | Docteur    | Nikolao Gudskov (eo)            | 2016            |                                                                                       |
|             | Madame     | Maritza Gutiérrez González (eo) | 2019            |                                                                                       |
|             | Monsieur   | Masaaki Hirotaka (eo)           | 2019            |                                                                                       |
|             | Monsieur   | Jesper Lykke Jacobsen (eo)      | 2019            |                                                                                       |
|             | Docteur    | Boris Kolker                    | 1992            |                                                                                       |
|             | Docteure   | Katalin Kováts                  | 2007            |                                                                                       |
|             | Docteur    | Marcos Cramer (eo)              | 2010            | Directeur de la section Dictionnaire général                                          |
|             | Professeur | Erich-Dieter Krause (eo)        | 1986            |                                                                                       |
|             | Monsieur   | Harri Laine (eo)                | 2013            |                                                                                       |
|             | Professeur | Jouko Lindstedt                 | 1998            |                                                                                       |
|             | Professeur | Liu Haitao (eo)                 | 2016            |                                                                                       |
|             | Docteur    | François Lo Jacomo (eo)         | 1989            | Secrétaire                                                                            |
|             | Madame     | Anna Löwenstein                 | 2001            |                                                                                       |
|             | Monsieur   | Ma Young-tae (eo)               | 2007            |                                                                                       |
|             | Docteur    | Aleksander Melnikov (d)         | 2013            |                                                                                       |
|             | Monsieur   | Valentin Melnikov (eo)          | 2019            |                                                                                       |
|             | Monsieur   | Lee Miller (eo)                 | 2019            | Directeur de la section Contrôle des manuels Directeur de la commission Communication |
|             | Professeur | Carlo Minnaja                   | 1973            | Directeur de la section Littérature Directeur de la commission Histoire de l'Académie |
|             | Monsieur   | Paŭlo Moĵajev (eo)              | 2010            |                                                                                       |
|             | Monsieur   | Brian Moon (eo)                 | 1998            | Vice-président                                                                        |
|             | Madame     | Barbara Pietrzak                | 2007            | Directrice de la commission Noms Propres                                              |
|             | Docteur    | Sergeï B. Pokrovski (eo)        | 1995            | Directeur de la section Grammaire                                                     |
|             | Professeur | Otto Prytz (eo)                 | 2004            | Vice-président                                                                        |
|             | Docteur    | Giridhar Rao (eo)               | 2016            |                                                                                       |
|             | Docteur    | Orlando E. Raola (eo)           | 2016            | Directeur de la section                                                               |
|             | Monsieur   | Saka Tadashi (eo)               | 2007            |                                                                                       |
|             | Monsieur   | Alexander Shlafer (eo)          | 2010            |                                                                                       |
|             | Professeur | Amri Wandel                     | 1992            |                                                                                       |
|             | Professeur | John C. Wells                   | 1970            |                                                                                       |
|             | Monsieur   | Bertilo Wennergren              | 2001            |                                                                                       |